# Чермей (комуна)
Чермей (рум. Cermei) — комуна у повіті Арад в Румунії. До складу комуни входять такі села (дані про населення за 2002 рік):
- Аврам-Янку (101 особа)
- Чермей (1824 особи) — адміністративний центр комуни
- Шомошкеш (931 особа)

Комуна розташована на відстані 405 км на північний захід від Бухареста, 58 км на північний схід від Арада, 136 км на захід від Клуж-Напоки, 99 км на північний схід від Тімішоари.

## Населення
За даними перепису населення 2002 року у комуні проживали 2856 осіб.
Національний склад населення комуни:
| Національність | Кількість осіб | Відсоток |
| -------------- | -------------- | -------- |
| румуни         | 2498           | 87,5%    |
| угорці         | 198            | 6,9%     |
| цигани         | 133            | 4,7%     |
| німці          | 16             | 0,6%     |
| поляки         | 9              | 0,3%     |
| італійці       | 2              | 0,1%     |

Рідною мовою назвали:
| Мова       | Кількість осіб | Відсоток |
| ---------- | -------------- | -------- |
| румунська  | 2569           | 90,0%    |
| угорська   | 185            | 6,5%     |
| циганська  | 83             | 2,9%     |
| німецька   | 10             | 0,4%     |
| польська   | 7              | 0,2%     |
| італійська | 2              | 0,1%     |

Склад населення комуни за віросповіданням:
| Релігія                                       | Кількість осіб | Відсоток |
| --------------------------------------------- | -------------- | -------- |
| православні                                   | 2426           | 84,9%    |
| римо-католики                                 | 207            | 7,2%     |
| адвентисти                                    | 117            | 4,1%     |
| баптисти                                      | 58             | 2,0%     |
| реформати                                     | 30             | 1,1%     |
| п'ятдесятники                                 | 12             | 0,4%     |
| греко-католики                                | 4              | 0,1%     |
| лютерани (Синодально-пресвітеріанська церква) | 1              | < 0,1%   |
| не вказали релігію                            | 1              | < 0,1%   |